# 金钱骗局
《金钱骗局》（英語：Farzi）是一部印度印地语黑色喜剧犯罪惊悚电视剧，由拉吉與DK创作、制作和导演，还与 Sita Menon 和 Suman Kumar 共同创作了该剧集。该剧由沙希德·卡普尔、維傑·西圖帕提、凯·凯·梅农、拉茜·坎納和布溫·阿羅拉主演，讲述了一位幻灭的艺术家决定制作假币的故事。
影集2023年2月10日在Amazon Prime Video上發布。2023年2月底，卡普爾確認該劇將回歸第二季。

## 演員
| 演員          | 角色 | 粵語配音 | 简介 |
| 沙希德·卡普爾 | 桑尼 |          |      |
| 拉茜·坎纳     | 麦加 |          |      |

## 外部連結
- 互联网电影数据库（IMDb）上《金钱骗局》的资料（英文）